# Тім Райс
Сер Тімоті Майлз Біндон Райс (англ. Timothy Miles Bindon 'Tim' Rice; нар. 10 листопада 1944) — англійський поет та письменник.
Автор лібрето рок-опери «Ісус Христос — суперзірка», мюзиклів «Йосиф та його надзвичайне повнокольорове диво-вбрання», «Евіта», «Шахи» та інших. Співпрацював з Ендрю Ллойд Веббером, Фредді Меркюрі, Елтоном Джоном, Бенні Андерссоном тощо. Автор слів пісень із фільму «Король Лев».
У 1994 році королева Єлизавета II посвятила Райса в лицарі за заслуги перед музикою. Має зірку на Голлівудській алеї слави, у 1999 році став членом Зали слави авторів пісень, а 2023 року отримав премію Джонні Мерсера. Лауреат відзнаки «Легенди Діснея», член британської Академії Айворса (автори пісень та композитори). Окрім нагород у Великій Британії, Райс є одним із дев’ятнадцяти артистів, які отримали чотири головні американські премії: «Еммі», «Оскар», «Греммі» й «Тоні».